# Естремадура (бронепалубен крайцер, 1900)
Естремадура (на испански: Extremadura) е малък бронепалубен крайцер на Военноморските сили на Испания от края на 19 и началото на 20 век. Конструиран е за колониална служба. Първоначално е планирано да носи оръдия на испанската фирма „Онтория“ – 140/35 mm и на Krupp 105/32 mm, но при завършването въоръжението е сменено с оръдия на фирмата „Викерс“.През Първата световна война корабът служи в пристанища на Мексико.
Защитата на кораба е съставена от бронирана палуба и броня на бойната рубка.